# Herb Buštěhradu

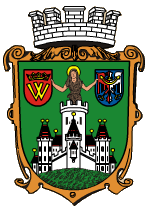
Herb miasta Buštěhrad

Herb miasta Buštěhrad stanowi w zielonym polu i na zielonych łanach pszenicy heraldycznie srebrne miasto z czerwonymi dachami zwieńczonymi złotymi kulami. W centralnie umieszczonej wieży z blankami znajduje się en face postać świętej Marii Magdaleny w rozpuszczonych włosach, ze złotym nimbem. Święta trzyma w prawej dłoni czerwoną tarczę ze złotą koroną i takąż literą „W”, a w lewej niebieską tarczę z czerwono-białym orłem dzielonym w słup z głową zwróconą w heraldycznie prawą stronę. Herb wieńczy srebrna Corona muralis.
Herb został nadany przez Władysława II Jagiellończyka w 1497 roku.